# Лионел Жоспен
Лионел Жоспен (фр. Lionel Jospin; Медон, 12. јул 1937) је француски политичар, припадник Социјалистичке партије Француске (Parti socialiste français). Током треће кохабитације од 1997. године до 2002. године, био је премијер пете Француске Републике у време када је председник био Жак Ширак.